# Фитц-Джеймс Стюарт-и-Фалько, Эрнандо
Эрнандо Карлос Мария Тереза Фитц-Джеймс Стюарт и Фалько (исп. Hernando Carlos María Teresa Fitz-James Stuart y Falcó; 3 ноября 1882 ― 7 ноября 1936) ― испанский дворянин и спортсмен, игрок в поло. Участник Олимпиады в Антверпене 1920 года (серебро) и Олимпиады в Париже 1924 года (4-е место).

## Биография
Эрнандо Фитц-Джеймс Стюарт родился в Мадриде 3 ноября 1882 года в семье Карлоса Марии Фитц-Джеймса Стюарта, 16-го герцога Альбы и его жены Марии дель Росарио Фалько, 21-й графини де Сируэлы. После смерти своего отца 15 октября 1901 года, он стал 14-м герцогом Пеньяранда-де-Дуэро (а также грандом Испании), 11-м графом Монтихо и 13-м маркизом Вальдеррабано. Его старший брат Хакобо Фитц-Джеймс Стюарт унаследовал большинство семейных титулов, в том числе и самый престижный титул герцога Альбы.
Герцог Пеньяранда-де-Дуэро также носил титул Gentilhombre Grande España (джентльмен-гранд Королевского двора), который был пожалован королём Альфонсо XIII. На летних Олимпийских играх 1920 года он и его старший брат выступали за испанскую сборную по игре в поло и выиграли серебряную медаль. Также участвовал в Олимпиаде 1924 года, но на этот раз не выиграл медали, заняв лишь четвёртое место.
В ноябре 1936 года герцог был убит республиканцами во время резни в Паракуэльосе в ноябре 1936 года, став жертвой красного террора. Все титулы были унаследованы его сыном. Герцогиня скончалась 23 апреля 1967 года.

## Брак и дети
20 декабря 1920 года герцог сочетался браком с Марией дель Кармен де Сааведра и де Кольядо, дочери маркиза Вианы Хосе де Сааведра и маркизы Палома-Вэлли Марии де ла Визитасьон Менсия де Колладо. У них был один сын:
- Фернандо Альфонсо Фитц-Джеймс Стюарт и Сааведра (24 января 1922 года - 20 июля 1970 года) [4], женившийся в 1944 году на Изабелле Гомес-и-Руиз, от этого брака родилось 4 детей:
  - Мария дель Кармен ФитцДжеймс-Стюарт и Гомес, маркиза де Валье де Палома (род. 1945), замужем, 4 детей
  - Мария Евгения ФитцДжеймс-Стюарт-и-Гомес, графиня де Кастропонсе (род. 1946), замужем, сын
  - Хакобо Эрнандо Фитц-Джеймс Стюарт-и-Гомес[исп.] (род. 1947), не женат
  - Луис Эстебан ФитцДжеймс-Стюарт и Гомес, маркиз де Вальдеррабанос (род. 1950), женат, дочь